# بیوک‌خان لواءالدوله
بیوک‌خان لواءالدوله   از سیاستمداران ایرانی بود، که در دوره دوم بعنوان نماینده گلپایگان در مجلس شورای ملی حضور داشت.